# Десна (приток Белой)
Десна — река в Молоковском районе Тверской области, левый приток реки Белая (далее вниз: Мелеча, Осень, Молога, Рыбинское водохранилище). Бассейн Волги.
Длина — 31 км, площадь водосборного бассейна — 94 км².
Десна начинается в урочище Новая Поляна из слияния ручьёв правого Лемешинский и левого Дурновский. Течёт в основном на запад по лесной местности. На реке (и вблизи неё) расположены деревни Делединского сельского поселения Чеганцево, Рашково и Десна. Ближе к устью на берегах реки стоят деревни Бикалиха и Пупцево Молоковского сельского поселения.

## Данные водного реестра
В государственном водном реестре России относится к Верхневолжскому бассейновому округу, водохозяйственный участок реки — Молога от истока до устья, речной подбассейн реки — Реки бассейна Рыбинского водохранилища. Речной бассейн реки — (Верхняя) Волга до Куйбышевского водохранилища (без бассейна Оки).
Код объекта в государственном водном реестре — 08010200112110000005460.